# John Rutter
John Milford Rutter CBE, född 24 september 1945 i London, är en brittisk tonsättare och dirigent, verksam huvudsakligen med körmusik. Hans alster spänner över många genrer från enkla visor till mer komplicerade strukturer, det mesta dock fast förankrat i den brittiska körkulturen. Han är själv utbildad vid Clare College i Cambridge och har också verkat där som lärare. För att hinna med att komponera avgick han som lärare och bildade också sin egen professionella ensemble Cambridge Singers med vilken han gjort en mängd skivinspelningar.

## Lista över kompositioner

### Carols
- Angels’ Carol
- Angel Tidings
- Candlelight Carol
- Christmas Lullaby
- Donkey Carol
- Jesus Child
- Nativity Carol
- Shepherd's Pipe Carol
- Star Carol
- What Sweeter Music
- Wild Wood Carol

### Övriga
- All Creatures of our God and King:
- All Things Bright and Beautiful
- As the Bridegroom to His Chosen
- Be Thou My Vision
- Behold, the Tabernacle of God
- Blow, Blow, Thou Winter Wind
- Children’s Chorus, opt.
- A Choral Amen
- A Choral Fanfare
- Christ the Lord is Risen Again
- A Clare Benediction
- Distant Land
- Feel the Spirit
- For the Beauty of the Earth
- Gloria
- Go Forth into the World in Peace
- God Be in My Head
- Gregorian Chant
- How Firm a Foundation
- Hymn to the Creator of Light
- I Believe in Springtime
- I Will Lift up Mine Eyes
- I Will Sing with the Spirit
- I Will Worship the Lord
- Let Us Go in Peace
- Look at the World
- The Lord Bless You and Keep You
- The Lord is My Light and My Salvation
- The Lord is My Shepherd, SATB & orgel
- Loving Shepherd of Thy Sheep
- Magnificat
- Mass of the Children
- Now Thank We All our God
- O Be Joyful in the Lord
- O Clap Your Hands
- Open Thou Mine Eyes
- The Peace of God
- Pie Jesu
- Praise the Lord, O my Soul
- Praise Ye the Lord
- A Prayer of Saint Patrick
- Te Deum
- The Peace of God
- This is the Dday
- Thy Perfect Love
- Requiem
- When Icicles Hang
- When the Saints Go Marching in
- Wings of the Morning